# Mahamudra
Mahamudra (skt.; tib.: phyag rgya chen po; auch: Chag Chen; deutsch: Großes Siegel bzw. Großes Symbol) ist ein zentraler Begriff in den Schulen der „Neuen Übersetzungen“ (Sarma) des tibetischen Buddhismus.

## Grundlagen-, Pfad- und Frucht-Mahamudra
Mahamudra bezeichnet in diesen Schulen (zu denen die Kagyü-, Sakya- und Gelug-Schule zählen) die höchsten buddhistischen Lehren als die „Grundlage“, auf welcher die Meditationspraxis fußt; die auf diesen Lehren beruhende Praxis selbst als den „Pfad“; und die durch diese Praxis erreichte Erleuchtungserfahrung als die letztlich erreichte „Frucht“. Man spricht daher auch vom „Grundlagen-, Pfad- und Frucht-Mahamudra“.

## Essenz der Lehren Buddhas
Der Mahamudra-Ansatz wird oft auch als die Essenz der Lehren Buddhas (Dharma) bezeichnet und mag in seinen drei Bedeutungsebenen unter günstigsten Umständen innerhalb einer einzigen Lebensspanne zur Erleuchtung führen. Die damit eintretende Erkenntnis wird auch als „Erkennen der höchsten Wirklichkeit“, „Erkennen der Natur des Geistes“ oder schlicht als „Erkennen der Buddha-Natur“ bezeichnet. In diesem vollkommenen Zustand sind alle dualistischen Geistes-Konzepte überwunden, die dauerhafte Erfahrung einer „absoluten Wirklichkeit“, gleichbedeutend mit „höchster Weisheit“ tritt ein.
Man findet in der klassischen tibetischen Literatur daher auch die Umschreibung, „bei Erlangung der Mahamudra trage alles das Siegel der absoluten Natur“ oder „alle Phänomene erscheinen als Elemente des Weisheits-Mandala des Geistes“. Diese Einsicht ist nicht verschieden von der Erkenntnis der im Herz-Sutra des Mahayana-Buddhismus beschriebenen Prajnaparamita, der sogenannten vollkommenen Weisheit, der höchsten Erkenntnis aller Buddhas.

## Vier Yogas der Mahamudra
Die Lehre der Mahamudra basiert auf verschiedenen Stufen meditativer Praxis, den sogenannten „Vier Yogas der Mahamudra“:
1. Die Entwicklung eines einsgerichteten Geistes,
2. Die Transzendierung konzeptueller Vorstellungen,
3. Die Kultivierung der Sicht, dass alle Phänomene von grundlegend nichtdualer Natur, „ein Geschmack“ sind,
4. Die Frucht des Pfades, der jenseits der Anstrengung der Meditation liegt.

Es wird gesagt, dass durch diese vier Stufen der Praktizierende die vollständige Verwirklichung der Mahamudra erlangt.